# Commission du droit (Angleterre et pays de Galles)
Pour les articles homonymes, voir Commission des Lois.
La commission du droit (en anglais : Law Commission) est un organisme indépendant créé par une loi britannique de 1965. Son objet est de travailler à la réforme permanente du droit anglais et gallois.
Elle est présidée depuis 2023 par Sir Peter Fraser, juge de la Cour d'appel d'Angleterre et du pays de Galles. 

## Compétence
La commission du droit a pour objectifs de :
- veiller à ce que le droit soit aussi juste, moderne, simple et économique que possible ;
- mener des recherches et des consultations afin de formuler des recommandations systématiques à l'intention du Parlement ;
- codifier la loi, d'éliminer les anomalies, d'abroger les lois obsolètes et inutiles, et de réduire le nombre de textes normatifs distincts.

Siégeant à Londres, elle est compétente pour l'Angleterre et le pays de Galles. Une autre commission (Scottish Law Commission), qui siège à Édimbourg, est compétente pour l'Écosse, qui a un système juridique propre. La commission compétente pour l'Irlande du Nord (Northern Ireland Law Commission) est en sommeil depuis 2015, compte tenu du contexte politique.

## Fonctionnement
À un moment donné, environ 15 à 20 domaines de droit font l'objet d'un examen en parallèle. Les projets de la Commission du droit couvrent un large éventail de sujets relevant du droit pénal, du droit de la propriété, du droit de la famille et des fiducies, du droit public et du droit commercial. 
La Commission du droit dispose d'un programme continu de projets de réforme du droit, et environ tous les trois ans, elle consulte sur d'éventuels nouveaux projets à ajouter à la liste de ceux qu'elle a déjà en cours. Environ 70 % des recommandations de réforme du droit de la Commission du droit ont été mises en oeuvre par le gouvernement.

## Etapes
Les étapes d'un projet typique de réforme du droit sont les suivantes :
1. Démarrage : lorsque la commission décide de réviser un domaine de droit, elle définit un mandat, en concertation avec le ministère concerné.
2. Pré-consultation : la commission étudie le domaine du droit concerné et identifie ses défauts. Elle examine également d'autres systèmes de droit pour voir comment ils traitent des problèmes similaires. À ce stade, elle peut également approcher des groupes d'intérêt et des spécialistes du domaine, notamment des universitaires, et produire des documents préliminaires de délimitation et de questions.
3. Consultation : un document de consultation est publié décrivant en détail le droit existant et ses défauts, exposant les arguments pour et contre les solutions possibles et invitant à des commentaires. Le document est largement diffusé à tous les individus et organisations intéressés, ainsi qu'aux médias. La commission promeut activement les réactions de tout membre du public intéressé, y compris des commentaires sur les problèmes omis ou sur des effets secondaires.
4. Définition de la politique : la commission analyse les réponses à la consultation, pour affiner sa réflexion et peut produire d'autres documents intermédiaires.
5. Rapport : en conclusion, la commission soumet généralement un rapport au Lord Chancelier et au ministre compétent, exposant ses recommandations finales et les raisons qui les motivent. Si nécessaire, elle inclut un projet de loi qui donnerait effet à ces recommandations.

## Equivalents
La plupart des pays du Commonwealth sont dotés d'une commission du droit similaire. Elles sont regroupées au sein de la Commonwealth Association of Law Reform Agencies. 
La commission du droit n'a pas d'équivalent en France. De façon temporaire, Jean-Luc Warsmann, lorsqu'il était président de la commission des lois, a été l'initiateur de deux lois de simplification du droit de 2011 et de 2012. L'organe français qui s'en rapproche le plus est la commission supérieure de codification, mais celle-ci n'en a ni l'indépendance, étant présidée par le Premier ministre, ni les compétences juridiques, puisque son objet est, comme son nom l'indique, beaucoup plus restreint, ni les méthodes, puisqu'elle ne fonctionne pas par large consultation du public.